# Мокраны (Брестская область)
Мокра́ны (бел. Макраны) — агрогородок в Малоритском районе Брестской области Беларуси. Административный центр Мокранского сельсовета. Население — 613 человек (2019).

## География
Мокраны находятся в 12 км к северо-востоку от города Малорита. В 3 км к востоку проходит граница с Украиной. Местность принадлежит к бассейну Западного Буга, вокруг агрогородка расположена сеть мелиоративных каналов со стоком в протекающую неподалёку реку Рыта. Через село проходит автодорога Р17 (Брест — граница с Украиной), рядом с Мокранами расположен пограничный переход Мокраны — Доманово. Ещё одна дорога ведёт от Мокранов через агрогородок Ляховцы в сторону города Малорита.

## История
Первое упоминание в литературе относится к 1546 году, когда было упомянуто поселение Мокранские Болота. В XVI веке имение было собственностью рода Рощицев. Со времени территориально-административной реформы середины XVI века в Великом княжестве Литовском Мокраны входили в состав Берестейского повета Берестейского воеводства. В 1663 году здесь была основана церковь Рождества Богоматери.
Село исторически располагалось на важном тракте из Бреста в Киев, уже в XVII веке здесь существовала почтовая станция.
После третьего раздела Речи Посполитой (1795) в составе Российской империи, поселение входило в состав Брестского уезда.
С середины XIX века и вплоть до 1939 года имение принадлежало роду Райских, которые построили здесь усадебный дом и заложили пейзажный парк. В середине XIX века было построено каменное здание почтовой станции на дороге Брест — Киев, которое сохранилось до наших дней.
8 июля 1863 года под Мокранами состоялось сражение в ходе восстания 1863 года между повстанцами и русскими войсками.
В 1907 году в селе была построена новая деревянная церковь Рождества Богородицы.
Согласно Рижскому мирному договору (1921) деревня вошла в состав межвоенной Польши, c 1939 года Мокраны в составе БССР.
Во время Великой Отечественной войны был уничтожен усадебный дом, в 1951 году полностью сгорело здание церкви. В 1992—1997 году в Мокранах была построена новая, кирпичная церковь.

## Культура
- Дом культуры
- Музей ГУО «Мокранская средняя школа»

## Достопримечательности
- Фрагменты пейзажного парка усадьбы Райских
- Каменное здание почтовой станции (середина XIX века).
- Православная церковь Рождества Богородицы. Построена из кирпича в 1997 году[5].
- Братская могила советских воинов и партизан. В 1975 году установлена плита с памятной надписью[6].
- Могила партизан и жертв фашизма. В 1967 году установлен обелиск[6].
- Курган Славы. В 2 км к юго-востоку от деревни[6].
- Памятник землякам[6].
- Фрагменты пейзажного парка бывшей усадьбы Райских[2]
- Памятник польским солдатам, погибшим в 1939 г.

Братская могила и могила партизан и жертв фашизма включены в Государственный список историко-культурных ценностей Республики Беларусь.

### Памятник, скульптура
- Памятник, посвящённый польским морским офицерам, расстрелянным в 1939 году (памятник возведён в 1991 году).

### Утраченное наследие
- Усадьба Райских